# Kristianstad Predators 2022
Questa voce raccoglie le informazioni riguardanti i Kristianstad Predators nelle competizioni ufficiali della stagione 2022.

## Maschile

### Division 1 för herrar 2022

#### Stagione regolare
| 15 aprile 2022 1ª giornata | Kristianstad Predators | 0 – 29 | Limhamn Griffins |  |

| Kviberg 23 aprile 2022, ore 15:00 2ª giornata | Göteborg Marvels | 16 – 32 referto | Kristianstad Predators | Plan 5 |

| 8 maggio 2022 4ª giornata | Ystad Rockets | 20 – 20 | Kristianstad Predators |  |

| 13 maggio 2022 5ª giornata | Kristianstad Predators | 49 – 6 | Helsingborg Jaguars |  |

| 21 maggio 2022 6ª giornata | Limhamn Griffins | 35 – 0 | Kristianstad Predators |  |

| Kristianstad 28 maggio 2022, ore 15:00 7ª giornata | Kristianstad Predators | 21 – 29 referto | Göteborg Marvels | Kristianstad Fotbollsarena |

| 11 giugno 2022 9ª giornata | Kristianstad Predators | 0 – 13 | Ystad Rockets |  |

| 19 giugno 2022 10ª giornata | Helsingborg Jaguars | 19 – 62 | Kristianstad Predators |  |

### Statistiche di squadra
| Competizione | %Vittorie | In casa | In casa | In casa | In casa | In casa | In casa | In trasferta | In trasferta | In trasferta | In trasferta | In trasferta | In trasferta | Totale | Totale | Totale | Totale | Totale | Totale |
| Competizione | %Vittorie | G       | V       | N       | P       | Pf      | Ps      | G            | V            | N            | P            | Pf           | Ps           | G      | V      | N      | P      | Pf     | Ps     |
| ------------ | --------- | ------- | ------- | ------- | ------- | ------- | ------- | ------------ | ------------ | ------------ | ------------ | ------------ | ------------ | ------ | ------ | ------ | ------ | ------ | ------ |
| Campionato   | .438      | 4       | 1       | 0       | 3       | 70      | 77      | 4            | 2            | 1            | 1            | 114          | 90           | 8      | 3      | 1      | 4      | 184    | 167    |
| Totale       | .438      | 4       | 1       | 0       | 3       | 70      | 77      | 4            | 2            | 1            | 1            | 114          | 90           | 8      | 3      | 1      | 4      | 184    | 167    |